# Abbaye de Bussières-les-Nonains
Ne pas confondre avec l'abbaye de la Bussière, également cistercienne, mais de la branche masculine, et située dans la vallée de l'Ouche
L'abbaye de Bussières (appelée Bussières-les-Nonains pour la différencier de l'abbaye masculine de la Bussière en Côte-d'Or) est une abbaye cistercienne féminine, située en Bourbonnais. Fondée sur le territoire de l'actuelle commune de Saint-Désiré, dans le département français de l'Allier en région Auvergne-Rhône-Alpes, elle est déplacée en 1625 à l'intérieur des murs de Bourges.
L'abbaye originelle est inscrite en 2020 à l'inventaire supplémentaire des monuments historiques.

## Situation et toponymie
L'ancienne abbaye est située à environ quatre kilomètres à l'ouest de l'A71, dans la vallée peu profonde de la Queugne juste en amont de la confluence de cette rivière avec le ruisseau de l'étang Jauny, à 207 mètres d'altitude environ, et à la limite exacte entre Cher et Allier, mais entièrement dans l'Allier.

## Historique

### Fondation d'une communauté déjà existante
L'abbaye de Bussière est fondée au plus tard en 1188 par les religieuses cisterciennes de l'Éclache sur un territoire faisant à l'époque partie de la paroisse de Moussais, rattachée plus tard à Saint-Désiré. La charte de fondation de 1188/89 montre bien que la communauté de religieuses pré-existait déjà ailleurs sous ce même nom de Bussière. Ce lieu précédent reste inconnu ; mais en changeant de lieu la communauté garde son nom qui devient celui du lieu actuel.
La nouvelle fondation reçoit l'aide et le soutien d'Ebbes de Déols et de sa femme Guiberge de Bourbon. D'autres dons lui permettent de s'enrichir quelque peu. En particulier celui de Aulaet Lacabata, qui se fait cistercienne à l’abbaye et donne à cette occasion en 1202 le bois et la terre « du Perier » et la terre de La Chaud. Les dons de la maison de Culan (Guillaume et son petit-fils Hélie en particulier), importants et durables, suggérent que les Culan pourraient être les donateurs originels du site de la Bussière.

### Moyen Âge

#### Le conflit de filiation de l'abbaye

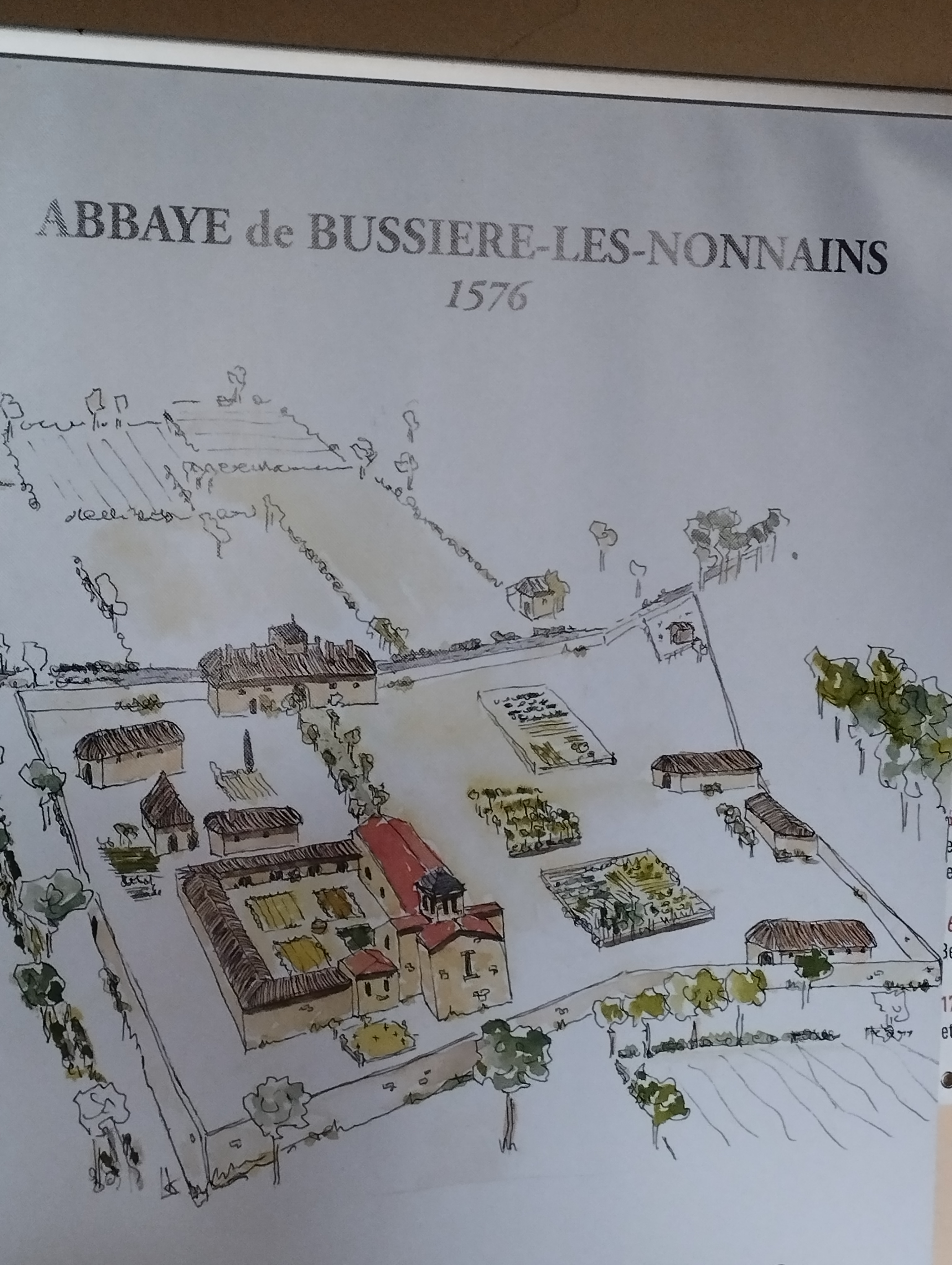
Aquerelle de l'abbaye de Bussière - selon archives

L'abbaye de Bussière est particulièrement intéressante parce qu'elle représente un cas d'école des conflits liés à la filiation particulière des abbayes cisterciennes féminines. Le conflit opposant les deux maisons féminine de l'Éclache et masculine de Noirlac (que les sources anciennes nomment « La Maison-Dieu-sur-Cher ») a permis la constitution d'un exceptionnel fonds d'archives, rassemblant des chartes qui remontent jusqu'aux années 1180.
Dès 1188, les cisterciens de Noirlac estiment qu'il est de leur devoir d'encadrer le nouveau monastère. Ils reçoivent en outre un cens annuel certes symbolique (suivant les sources, une livre de cire ou d'encens) ; en revanche, les moniales s'engagent à céder tout cens qui leur serait donné sur les terres appartenant aux moines, moyennant un dédommagement. Ainsi, les moines maintiennent-ils les religieuses dans une forme de dépendance économique. Parallèlement, la possibilité inverse (laisser le monastère féminin prendre une emprise économique ou foncière, quelle qu'elle soit, sur Noirlac) est rendue impossible, se fondant pour cela sur le Chapitre Général de 1152.
Ce sont également les moines de Noirlac qui proposent aux cisterciennes un transfert de leur abbaye depuis la Bussière jusqu’en un lieu nommé Terra Petraria et non identifié à ce jour ; ce transfert semble ne jamais avoir eu lieu, soit que la Terra Petraria ait paru inadaptée à l'établissement d'une communauté cistercienne, soit que ce déplacement soit au cœur des conflits latents entre les moines et les moniales, soit pour une autre raison,.
La réécriture après 1185 des chartes auparavant rédigées par Michèle de l'Éclache fait de l'abbé de Noirlac le seul arbitre des éventuels conflits entre Bussière et les autres abbayes de l'ordre, ce qui coupe définitivement celle-ci de son abbaye-mère. L'abbé de Noirlac semble se fonder sur les relations existant entre Cîteaux et Tart comme d'une jurisprudence l'autorisant à faire de même pour Bussière, sachant que, de toute manière, chaque abbé masculin avait pour ce faire une relative autonomie et qu'il n'y avait pas de prescription uniformisée à ce sujet, du moins dans ces débuts du XIIe siècle.
Cependant, le lien fort unissant la communauté de Bussières à la maison-mère de l'Éclache ne se coupe pas complètement, les usages de Tart étant transmis via l'Éclache à la communauté nouvellement établie, d'autant que plusieurs moniales de Bussières étaient évidemment venues de la maison-mère de l'Éclache. Ainsi, l'abbé de Cîteaux, Gauthier d'Orchies ou d'Ochies écrit-il en 1219 à son homologue de Noirlac en parlant de Bussière, « fille de l'Éclache ». Quant à Raoul de La Roche-Aymon, abbé de Clairvaux, il va plus loin et ordonne à l'abbé de Noirlac la cessation des relations avec Bussière, ce qu'évidemment ne souhaitent pas les moines berrichons. S'ensuit la rédaction d'actes prétendument datés de 1188-1189, mais dont le style révèle une écriture bien plus tardive et une antidatation. La conservation des véritables écrits de 1189 et de 1228-1237 montre les soucis différents des deux époques : à la fin du XIIe siècle, il est important pour les moines de Noirlac de veiller à profiter pécuniairement de la présence des moniales, et de veiller à ce que celles-ci ne spolient pas les moines ; au milieu du XIIIe siècle, ces questions matérielles passent au second plan, le respect de la discipline et de la spiritualité chez leurs consœurs étant désormais les préoccupations majeures des abbés masculins.
À une date inconnue, l'abbaye fonde un établissement à Montluçon, l'abbaye ou le prieuré Saint-Robert.

### La commende et le déménagement à Bourges
Les bâtiments conventuels et l'église, construits au cours du XIIIe siècle ont fortement pâti de la guerre de Cent Ans et les inondations quand les familles de Moussy et de Beauquère s’en partagent la charge d'abbesses commendataires à partir de 1492. Dès 1530 une abbesse de Moussy reconstruit les bâtiments conventuels sur la même implantation et une chapelle à l'arrière de l'aile nord. Le tout est alors ceint de murs avec des tours. 
En 1625, la communauté se transfère à Bourges et Bussière devient un simple domaine de la nouvelle abbaye, les bâtiments conventuels étant utilisés à fins agricoles. Devant la détérioration de l'abbaye de Bourges et pour récupérer les revenus de Bussières l'abbesse Reine-Charlotte de Bry d'Arcy envisage d’y revenir en 1758 et entreprend à cette fin la construction du logement abbatial : l'aile du XVIIIe siècle.

### Après la Révolution
L'abbaye et ses dépendances sont vendues en 1791. En 1821, Jacques Serre en fait l'acquisition et en 1837, Léon Serre, avocat à Montluçon, en hérite. Il transforme alors le domaine : création du parc à l'anglaise, construction d'une aile d'habitation en retour de celle du XVIIIe siècle, d’un pigeonnier et d'écuries dans l'ancienne église, transformation de la tour de défense en chapelle. En 1927, ses héritiers font construire une extension de l'aile du siècle précédent. Le domaine appartient toujours (en 2022) à une des descendantes de Jacques Serre, Mme Doucet. Depuis 2022, il est ouvert au public l'été.

## Abbesses
- ?-? : Hélion, première abbesse de Bussières. Les recherches récentes tendent à prouver qu'elle aurait fait partie de la maison de Culan, les premiers bienfaiteurs de l'abbaye[9].
- vers 1237 : Asceline, qui refuse de se soumettre aux injonctions des frères de Noirlac.
- À une date inconnue : Luce, qui succède à Asceline. Luce est mentionnée comme « plus docile »[22].
- 1492-1611 : les familles de Moussy et de Beauquère se partagent la charge d'abbesses[3].
- 1617-1641: Marie de L'Aubespine de Châteauneuf, abbesse qui organise le transfer de la communauté à Bourges dans un nouveau monastère qui continue porter le nom de Bussière.

À Bourges
- avant 1645 : Anne de Vaudétar de Persan (†1677), abbesse de Bussières, puis de Saint-Jacques de Vitry-en-Perthois.
- 1645-1681: Charlotte de Castelnau, abbesse qui contribua à l'essor de son abbaye[23].
- 1720-1738: Marie Ursule Bousset, première abbesse non noble[24].
- 1738-1758: soeur Lelarge, élue prieure par les religieuses de l'Abbaye sans l'accord du Roi et de l'archevêque de Bourges[25].
- 1758-1790: Reine-Charlotte de Bry d'Arcy, un des plus longs abbatiats. Elle quitte sa charge en août 1790 lorsqu'est votée la constitution civile du clergé en juillet de la même année.

## Architecture et description
Les bâtiments d’origine, organisés en trois ailes autour d’une cour sont reconstruits vers 1530 par l’abbesse de Moussy selon le même plan. Ils conservent dans l’aile nord le portail roman de l’église du XIIIe siècle alors qu’une nouvelle chapelle carrée, disparue depuis, est construite à l’arrière. Le bâtiment actuel, réaménagé en diverses étapes, comporte toujours trois ailes basses disposées en U. À l'ouest, un jardin potager est ponctué de bassins circulaires. 
- Vestiges de l'église du XIIIe siècle : portail inclus dans l'aile nord des anciens bâtiments conventuels et bénitier de la chapelle actuelle.
- Vestiges du XVIe siècle : les anciens bâtiments conventuels reconvertis dans les communs actuels et une tour de l'enceinte transformée en l’actuelle chapelle.

L'ensemble est inscrit au titre des monuments historiques le 9 mars 2020,.